# Borgward Isabella Concept
Der Borgward Isabella Concept ist ein Konzeptfahrzeug der Borgward Group und des Herstellers Beiqi Foton Motor. Das Auto mit dem Markennamen Borgward wurde erstmals auf der IAA im September 2017 in Frankfurt am Main der Öffentlichkeit präsentiert. Das futuristische Fahrzeug ist eine viersitzige Sportlimousine mit vier Schiebetüren. Das Design entstand unter der Leitung von Anders Warming.
Der Name des Fahrzeugs ist eine Reminiszenz an die zwischen 1954 und 1961 gebaute Borgward Isabella.

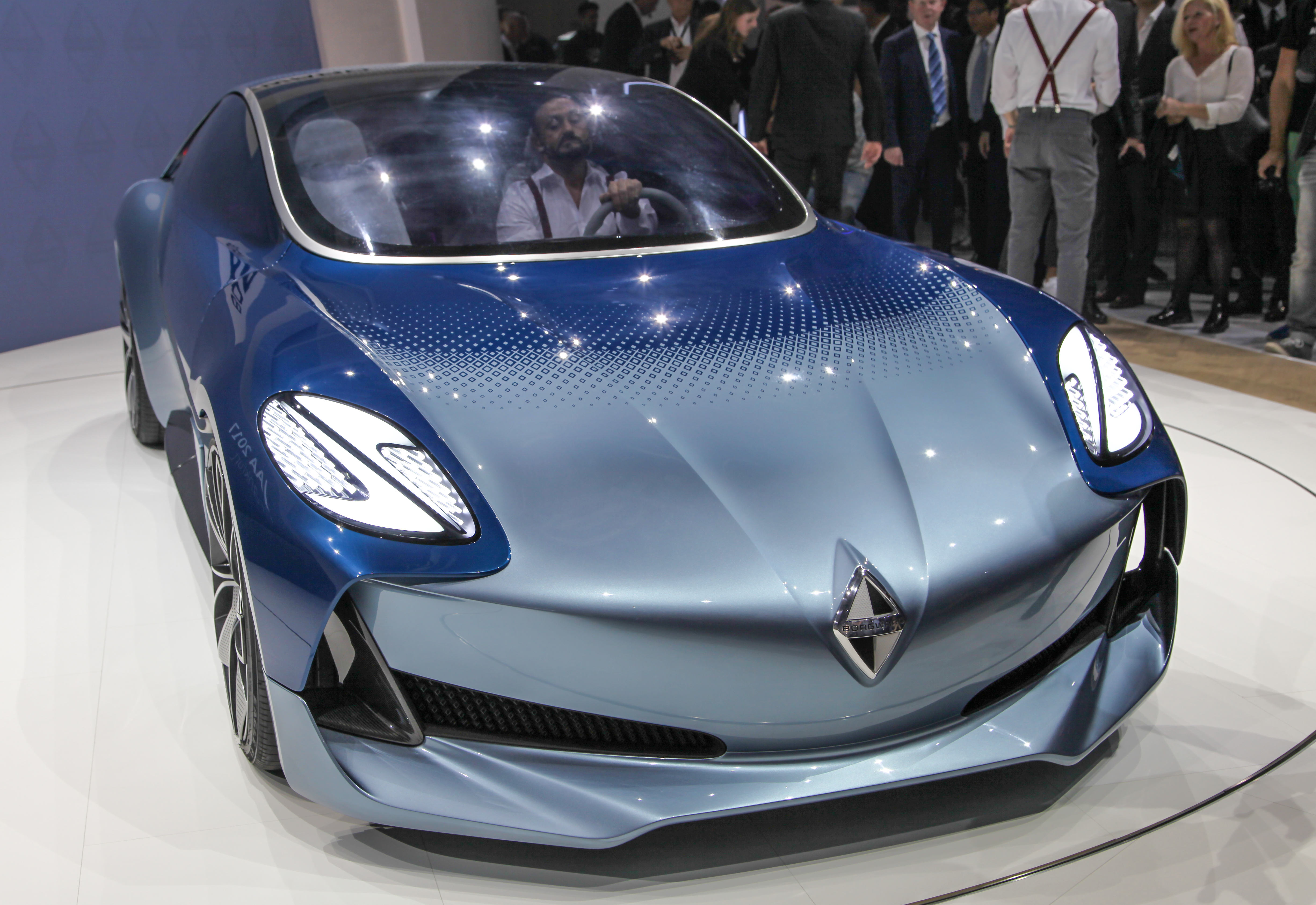
Vorderansicht
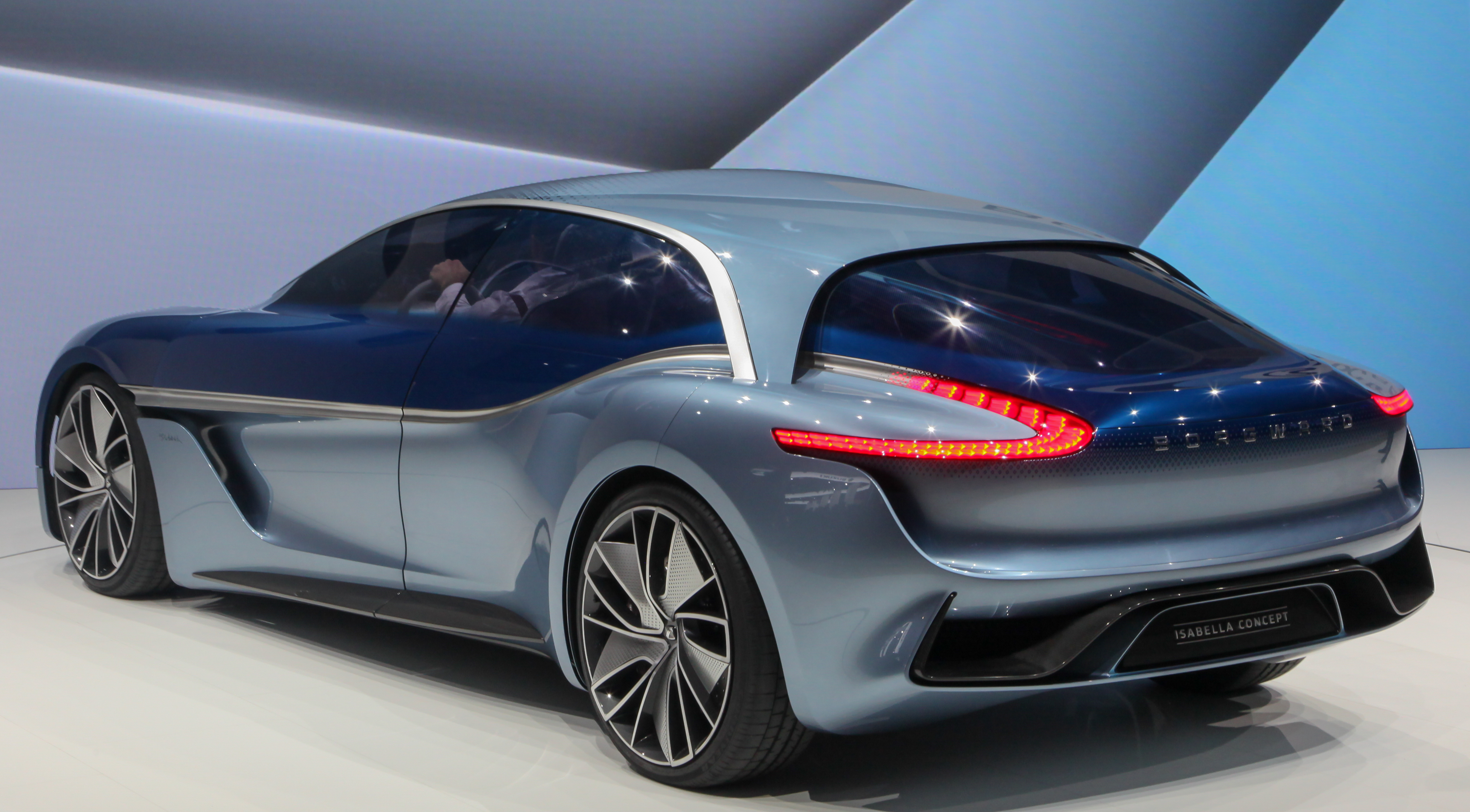
Heckansicht
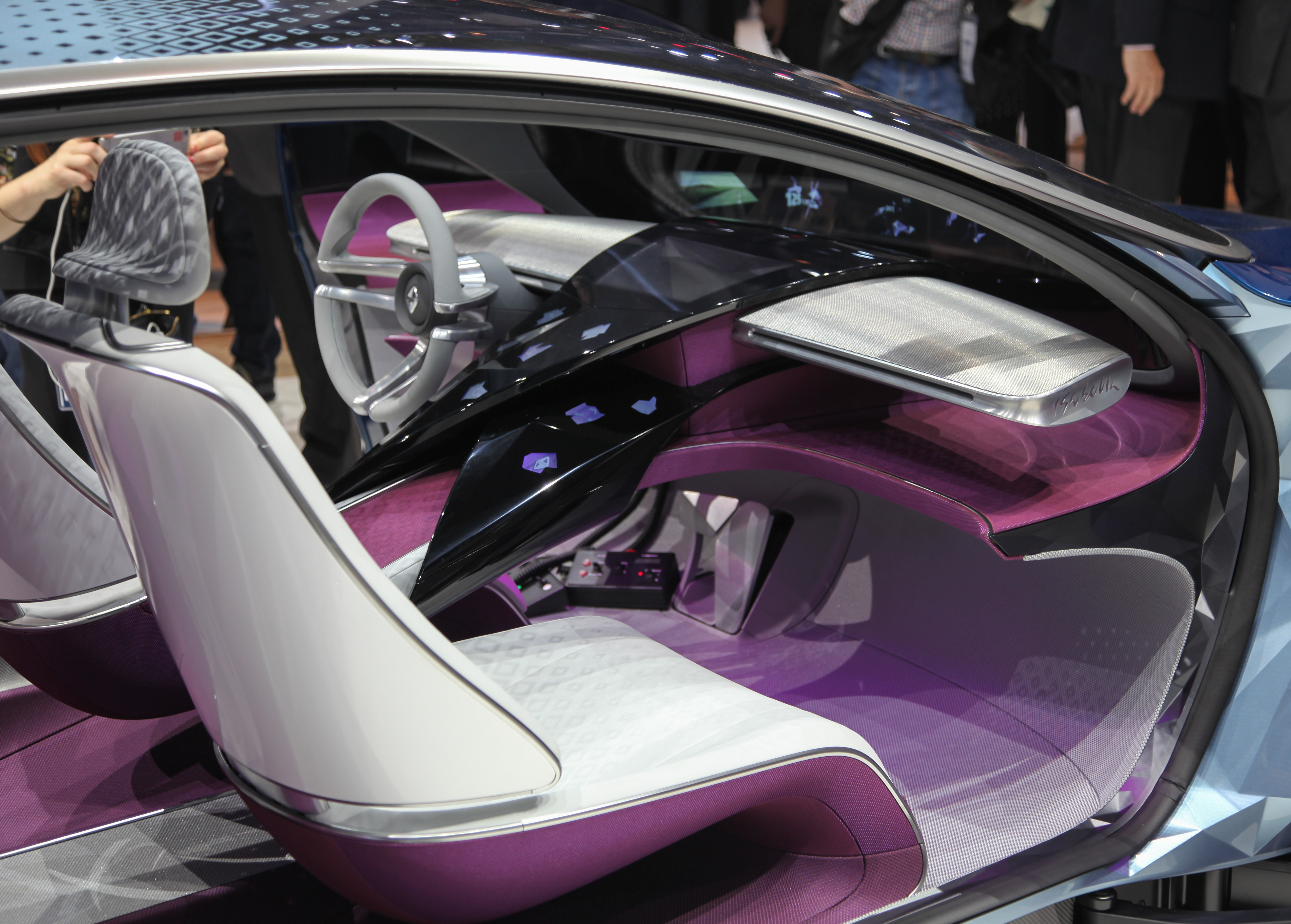
Innenraum